# Simone Edefall
Anna Simone Edefall, född 15 januari 1993 i Junosuando församling i Norrbottens län, är en svensk fotbollsspelare som spelar för Bollstanäs SK.

## Karriär
Edefall spelade som ung för Kramfors-Alliansen. Hösten 2010 lades damlaget ner och Edefall gick därefter till Högakusten, där hon gjorde 14 mål på 13 matcher i Division 3 2011. Därefter blev det fem säsonger för Bik SK i Division 1 och Division 2, där Edefall gjorde 51 mål på 79 matcher.
Inför säsongen 2017 återvände Edefall till Kramfors-Alliansen. Hon gjorde 20 mål på 14 matcher i Division 2 säsongen 2017. Följande säsong gjorde Edefall sju mål på åtta matcher i Division 1. I februari 2019 värvades hon av Sandvikens IF. Edefall gjorde 32 mål och 12 assist på 20 matcher i Division 1 under säsongen 2019.
I december 2019 värvades Edefall av Djurgårdens IF, där hon skrev på ett ettårskontrakt. Edefall debuterade i Damallsvenskan den 27 juni 2020 i en 2–3-förlust mot IK Uppsala, där hon blev inbytt i den 65:e minuten mot Tilde Lindwall. Edefall spelade totalt åtta matcher under säsongen 2020. Efter säsongen 2020 lämnade hon klubben.
I januari 2021 skrev Edefall på för Bollstanäs SK.